# Thérèse Perez-Roux
 (novembre 2019).
Pour les articles homonymes, voir Perez.
Thérèse Perez-Roux est professeure en sciences de l'éducation à l'université Paul-Valéry Montpellier. Elle est spécialiste de questions concernant les identités professionnelles et le rapport au métier des acteurs de l’enseignement, de l’éducation et de la formation. Elle étudie les processus de professionnalisation, de formation et d'insertion des enseignants et des formateurs dans différents secteurs (scolaire, artistique, sportif, para-médical). De façon plus transversale, elle s'intéresse aux dynamiques identitaires des individus dans des moments de transitions professionnelles désirées ou contraintes, ainsi qu'à l'accompagnement de ces transitions.

## Biographie
Thérèse Perez-Roux obtient en 1978 le CAPEPS, discipline qu'elle enseigne dans l'enseignement secondaire, puis est agrégée d'EPS, option danse, en 1989. Elle est PRAG à l'UFR STAPS de l'université de Nantes de 1994 à 2003. Elle fait un cursus universitaire de sciences de l'éducation à l'université de Nantes, où elle soutient en 2001 une thèse de doctorat intitulée « Des processus de construction de l'identité professionnelle des enseignants d'éducation physique et sportive : entre  appartenance  au  groupe,  expériences professionnelles singulières et recompositions identitaires à l'échelle du temps », dirigée par Marguerite Altet. Elle est recrutée comme maître de conférences en sciences de l'éducation à l'IUFM des Pays-de-Loire (2003-2013). Elle soutient en 2012 une habilitation universitaire intitulée « Dynamiques identitaires et transitions professionnelles : contribution dans le champ des recherches sur l’enseignement et la formation », dont Yves Dutercq est le garant. Elle est nommée professeure en sciences de l'éducation à l'université Paul-Valéry Montpellier en 2013. Elle est membre statutaire du laboratoire universitaire Lirdef (EA 3749), dont elle est directrice-adjointe depuis juillet 2017.

## Recherches et engagements institutionnels
Thérèse Perez-Roux s'intéresse aux questions liées à l'identité professionnelle des enseignants, et des formateurs. Après avoir travaillé sur la pré-professionnalisation des étudiants en STAPS, elle a élargi ses recherches aux processus mis en jeu dans la construction identitaire des enseignants-stagiaires du secondaire, lors de leur prise de fonction. 
Elle s'intéresse aux dynamiques identitaires des individus dans des moments de transitions professionnelles, ainsi qu'à l'accompagnement de ces transitions. A ce titre, elle étudie les effets des réformes de la formation sur les différents acteurs concernés dans les secteurs de l'enseignement, de la formation des adultes, de la santé, du sport et des arts.   
Elle est co-présidente de l'Association des enseignants et chercheurs en sciences de l'éducation (AECSE) de 2017 à 2020, avec Cédric Frétigné. Elle dirige la collection « Mutations en éducation et en formation », aux Presses universitaires de la Méditerranée. Elle est élue depuis 2016, au conseil des études et de la vie universitaire (CEVU) et au conseil académique de l'université Paul-Valéry.

## Publications
- Ouvrages
- (2011). Identité(s) professionnelle(s) des enseignants : Les professeurs d'EPS entre appartenance et singularité, Éditions EP&S, coll. Activités physiques et sports », 155 p.  (ISBN 978-2867133893)
- (2012, dir.) La professionnalité enseignante : Modalités de construction en formation, Pur, 127 p.,  (ISBN 978-2753521094)
- (2014, dir.) avec Montandon, F. Les médiations artistiques et culturelles. Quels processus d’intégration et de socialisation ? L’harmattan : collection Logiques sociales.
- (2014, dir.) avec Balleux, A. Mutations dans l’enseignement et la formation : brouillages identitaires et stratégies d’acteurs. L’Harmattan : collection Défi formation.
- (2016, dir.). avec Etienne, R & Vitali, J. Professionnalisation des métiers du cirque : des processus de formation et d’insertion aux épreuves identitaires. L’Harmattan : coll. Logiques sociales.
- (2018, dir.). avec Mukamurera, J. & Desbiens, J-F. Se développer comme professionnel dans les professions adressées à autrui : conditions, modalités et perspectives. Québec : JFD Editions.
- (2018, dir.) avec Chello, F.Transizioni professionali e transazioni identitarie. Riflessioni pedagogiche sulla tras-formazione dell'insegnamento. ETS, Pisa.  (ISBN 978-884675419-6)
- (2019, dir.). avec Deltand, M., Duchesne, C & Masdonati, J. Parcours, transitions professionnelles et constructions identitaires : le sujet au cœur des transformations. Montpellier : Pum, collection Mutations en Éducation et en Formation.
- (2019, dir.). La réforme des études en santé entre universitarisation et professionnalisation : le cas des instituts de formation en masso-kinésithérapie. L'Harmattan :  coll. Pratiques en formation.https://journals.openedition.org/rechercheformation/4650

### Coordination de numéros de revues
- (2011) avec Balleux, A. Transitions professionnelles et recompositions identitaires. Recherches en éducation, 11. [lire en ligne].
- (2012). Mutations institutionnelles et remaniements identitaires : enseignants et formateurs face aux réformes. Les Sciences de l'éducation - Pour l'Ère nouvelle, 45 (3). [lire en ligne]
- (2013) avec Salane. F. Identités professionnelles en crise(s) ? Recherche et formation, 74. [lire en ligne].
- (2014) avec Balleux, A. Transitions professionnelles désirées-contraintes : quelles dynamiques identitaires des acteurs à l’épreuve des contextes? L’orientation scolaire et professionnelle, 43 (4). [lire en ligne].
- (2015). Accompagnement des transitions professionnelles et dispositifs réflexifs en formation initiale et continue. Questions Vives, 24.  [lire en ligne].
- (2016) avec Portelance, L. La formation à l'enseignement : soutien au processus de professionnalisation des enseignants ? Education et Formation, 305. [lire en ligne]
- (2017) avec Niewiadomski, C., Portelance, L .  Collaborations chercheur(s)-praticien(s) : nouvelles formes, nouveaux enjeux ? Education et socialisation, 45. [lire en ligne].
- (2017) avec Deltand, M. Dynamiques identitaires à l’épreuve des transitions.  Education permanente, 212. [lire en ligne].
- (2018) avec Etienne, R. 50 ans de sciences de l'éducation, apports et perspectives pour la socialisation. Education et socialisation, 50. [lire en ligne].
- (2018) avec Corbi, E. Transizioni, Transazioni, Trasformazioni. Rivista Internazionale Civitas Educationis. Education, Politics and Culture, VII (2)
- (2019) avec Leblanc, S., Mukamurera, J. Comprendre le travail dans les « métiers adressés à autrui ». Activités, 16 (1). [lire en ligne].